# Lega Nazionale B 2016-2017 (hockey su ghiaccio)
La Stagione 2016-2017 è stata la 70ª edizione di LNB del campionato svizzero di hockey su ghiaccio. I playoff si sono conclusi con la vittoria del Schlittschuh Club Langenthal.